# Regumatorps församling
Regumatorps församling var en församling  i Skara stift i nuvarande Skövde kommun. Församlingen uppgick 1552 i Sjogerstads församling.

## Administrativ historik
Församlingen har medeltida ursprung och uppgick 1552 i Sjogerstads församling, efter att före dess ingått i samma pastorat.